# Гарри Поттер и узник Азкабана
Га́рри По́ттер и у́зник Азкаба́на (англ. Harry Potter and the Prisoner of Azkaban) — третья книга Джоан Роулинг из серии романов о Гарри Поттере. В третьей книге Гарри Поттер, учащийся на третьем курсе школы чародейства и волшебства Хогвартс, вместе со своими друзьями Роном Уизли и Гермионой Грейнджер узнает историю Сириуса Блэка — бежавшего из тюрьмы Азкабан волшебника, который подозревается в работе на лорда Волан-де-Морта и о его роли в своей жизни.
Книга была опубликована 8 июля 1999 года в Великобритании издательством Bloomsbury и 8 сентября в США издательством Scholastic Inc.. Роулинг написала роман за год: за первые три дня после выпуска в Великобритании было продано 68 тысяч экземпляров, а по всей стране в итоге было распродано свыше 3 миллионов. Роман завоевал детскую литературную премию Whitbread, премию Брэма Стокера и премию Locus за лучший фантастический роман, а также попал в шортлист премии Хьюго за лучший роман.
В 2004 году экранизация собрала 796 миллионов долларов; также была создана одноимённая игра для нескольких платформ.

## Сюжет
Летом, находясь в доме своих нелюбимых родственников-маглов, Гарри пытается убедить их подписать разрешение на посещение волшебной деревни Хогсмид в обмен на обещание вести себя хорошо всю неделю. Несмотря на попытки сдерживать себя в присутствии тётушки Мардж (родственницы дяди Вернона), терпение Гарри заканчивается после того, как она оскорбляет его родителей. В гневе он неосознанно применяет магию и раздувает тётушку до размеров здоровенного воздушного шара. В панике Гарри сбегает из дома, и замечает, как из кустов за ним следит большой чёрный пёс. Случайно отмахнувшись от него волшебной палочкой, Гарри останавливает магический автобус «Ночной Рыцарь», который довозит его до волшебной части Лондона. По пути Гарри узнаёт, что в Великобритании объявился особо опасный преступник — Сириус Блэк, который некогда работал на Волан-де-Морта, а после падения последнего убил сразу 13 человек. За своё преступление Блэк получил пожизненный срок в тюрьме Азкабан, но умудрился сбежать оттуда через 12 лет; никто точно не знает, где именно он находится и что теперь собирается делать. В баре «Дырявый котёл» Гарри встречается с Министром магии Корнелиусом Фаджем, который успокаивает Гарри, смотря сквозь пальцы на его выходку с тётушкой Мардж, и просит его остаться в Косом переулке до начала учебного года в Хогвартсе в целях безопасности.
Встретившись за день до отъезда с Роном и Гермионой, Гарри получает предупреждение от Артура Уизли, отца Рона, что Сириус Блэк может охотиться за Гарри; Артур просит Гарри не искать Блэка самому, что бы ни наговорили мальчику про беглеца. На пути в Хогвартс в поезд проходят жуткие существа, охраняющие Азкабан — дементоры — которые ищут Блэка. Один из дементоров нападает на Гарри, и он падает в обморок, однако на помощь приходит профессор Римус Люпин, прогнавший дементора — именно этот человек и объявлен новым преподавателем Защиты от тёмных искусств. Тем же вечером Рубеус Хагрид назначается новым преподавателем Ухода за волшебными существами, и Альбус Дамблдор предупреждает, что дементоры будут патрулировать школу с целью поймать Блэка до конца года. В отличие от своего предшественника — болтуна и мошенника Златопуста Локонса — Люпин оказывается талантливым преподавателем, который завоёвывает доверие детей и на самом деле учит их сражаться с разными магическими тварями. На первом же уроке он показывает классу боггарта — привидение, которое превращается в то, что его цель боится больше всего, и которое можно победить, выставив его на посмешище; когда очередь доходит до Гарри, Люпин не даёт ему выйти против боггарта, а выходит сам, и призрак при виде Люпина почему-то превращается в светящийся серебристый шар. Гарри ставит в тупик поведение Люпина. Что касается Хагрида, то он на первом же своем уроке решает познакомить учеников с гиппогрифами — волшебными гибридами коней и орлов, очень своенравными и опасными животными, требующими вежливого подхода. Сначала всё идёт хорошо, но в итоге урок заканчивается скандалом — Драко Малфой своим хамским поведением провоцирует гиппогрифа по кличке Клювокрыл, который раздирает ему когтями руку до крови. Преподаватель прорицания Сивилла Трелони, которая пророчит каждый год кому-нибудь смерть, избирает «жертвой» в этот раз Гарри: по совпадению, до этого Гарри несколько раз мерещился огромный чёрный пёс Грим, которого Трелони называет символом смерти. Гермиона же ставит себе невыносимо сложное расписание, по которому у неё в одни и те же учебные часы проходит сразу много уроков, но она невероятным образом успевает всё посетить, дико выматывая себя и постоянно уставая.
Очень скоро в школе случается другое происшествие — кто-то изрезал портрет Полной Дамы, охранницы башни Гриффиндора, и все считают, что здесь «поработал» Сириус Блэк. По странному обстоятельству Люпин заболевает, и его подменяет профессор зельеварения Северус Снегг, который всячески издевается над манерой преподавания Люпина и вместо того, чтобы следовать учебному плану, зачем-то сразу начинает рассказывать ученикам про оборотней. Во время матча по квиддичу против Пуффендуя на поле пробираются дементоры, из-за чего Гарри вновь теряет сознание и срывается с метлы; в итоге команда Гриффиндора проигрывает, а метла Гарри, потерявшая седока, врезается в Гремучую иву, сполна от неё получает и ломается в щепки. Профессор Люпин позже рассказывает, что не дал Гарри выйти против боггарта, потому что опасался, как бы тот не превратился в Волан-де-Морта; сам же Гарри замечает, что именно дементор в поезде и вызвал у него ни с чем не сравнимый ужас. По словам Люпина, дементоры питаются радостными мыслями людей, причём всех подряд и неизбирательно, и от одного их присутствия человек не только ощущает пустоту и подавленность, но и заново начинает вспоминать самые страшные события в своей жизни; в присутствии дементоров Гарри слышал крики своей матери, которая погибла, пытаясь спасти его от Волан-де-Морта. Люпин начинает давать Гарри частные уроки защиты от дементоров с помощью превращающегося в них боггарта, и тот вскоре осваивает защитное заклятие Патронуса — чтобы его успешно вызвать, нужно представить себе как можно более счастливое воспоминание, которое и должно воплотить Патронуса, и дементоры будут нападать именно на него, а не колдуна. Перед Рождеством Гарри получает подарок от братьев Фреда и Джорджа Уизли — волшебную Карту Мародёров, на которой изображён Хогвартс со всеми его закоулками и тайными ходами, и по которой перемещаются точки с подписями, символизирующие людей. С помощью карты Гарри тайно пробирается в Хогсмид без разрешения, где в баре «Три метлы» подслушивает разговор преподавателей и узнаёт, что Сириус Блэк был близким другом отца мальчика, Джеймса Поттера, а ещё шафером на свадьбе Поттеров и крёстным отцом Гарри. Он дал клятву защищать их от Волан-де-Морта, но предал их. Друг Блэка, Питер Петтигрю, публично обвинил Блэка в предательстве и был им жестоко убит вместе с 12 маглами: от тела Петтигрю остался только палец. Пока привычное представление Гарри о мире рушится, Рон и Гермиона скандалят: кот Гермионы по кличке Живоглот, которого она купила в Косом переулке, всё время охотится на крысу Рона, Коросту.
На Рождество Гарри получает анонимный подарок, «Молнию» — новейшую метлу премиум-класса, самую быструю в мире. Гермиона тут же требует передать её Макгонагалл, чтобы та проверила, не проклята ли метла, поскольку подарок мог быть прислан Блэком; хотя в итоге преподаватели ничего не обнаруживают, друзья в который раз обижаются на Гермиону из-за того, что она не объяснила внятно причины своего решения. Хагрид тем временем сильно унывает после неудачного начала преподавательской карьеры и раз за разом пытается оправдать Клювокрыла в суде, а трое друзей пытаются найти какие-либо весомые аргументы ему в помощь, но все доводы Хагрида оказываются бесполезны — суд приговаривает гиппогрифа к смерти через обезглавливание. Попутно на друзей сваливаются другие беды — однажды ночью Гарри в спальне Гриффиндора смотрит на Карту Мародёров и замечает, что рядом с ним и с Роном в спальне есть точка под именем «Питер Петтигрю» — тот самый друг Блэка, убитый им 12 лет назад; в ту же ночь в спальню пробирается незнакомец с ножом и раздирает полог кровати Рона, а Рон принимает незваного гостя за Сириуса Блэка. Затем во время одной из вылазок в Хогсмид Гарри случайно попадается Северусу Снеггу на глаза; тот читает Гарри оскорбительную нотацию, заявив, что его отец был бессовестным человеком. Люпин, выводя Гарри из-под удара Снегга, отбирает у него Карту Мародёров, поскольку и сам считает поведение Гарри недопустимым в такое опасное время. Малфой доволен тем, что Гарри остался без Хогсмида, а Клювокрыл приговорён к казни, но Гарри помогает Гриффиндору выиграть матчи против Когтеврана и Слизерина, завоевать Кубок школы по квиддичу и лично в решающей игре со слизеринцами обуздать самоуверенного Малфоя хотя бы на время.
Наступает пора экзаменов, и на последнем экзамене по прорицаниям Гарри вдруг слышит от Сивиллы Трелони зловещее пророчество о том, что Тёмный Лорд скоро вернётся с помощью своего некоего верного слуги. Позже Гарри, Рон и Гермиона слышат со стороны хижины Хагрида удар топора и отчаянный крик лесничего, и видят, как крыса Рона, Короста, мчится куда-то в лес, а её преследует кот Гермионы, Живоглот. Они сталкиваются с громадным чёрным псом, которого Гарри видел ранее; собака утаскивает Рона за ногу под Гремучую иву аккурат в Визжащую хижину, куда вслед за псом пробираются Гарри и Гермиона. Там друзья встречают Сириуса Блэка, который всё это время был анимагом — волшебником, умеющим превращаться в животное, а именно, в того самого чёрного пса. Вскоре в Хижине появляется Римус Люпин, и выясняется, что они не только друзья с Сириусом, но что они ранее дружили и с отцом Гарри, Джеймсом. С большим трудом Блэк и Люпин предотвращают возможную стычку и открывают друзьям правду на события: Сириус Блэк никогда не предавал родителей Гарри и никого не убивал, а виновником всех этих злодеяний был малодушный Питер Петтигрю, которому Сириус и доверил защиту Поттеров. К несчастью, Петтигрю при первой же возможности проговорился Волан-де-Морту, а чтобы не попасть под суд за свои дела, нашёл «козла отпущения» в виде Сириуса Блэка и подстроил свою смерть, оторвав себе палец, убив двенадцать человек и под шумок сбежав с места преступления. Сириус же сумел сбежать из Азкабана только на силе своей воли — дементоры так и не смогли сожрать его мысль о том, что он невиновен. Также выясняется, что Римус на самом деле — оборотень, и в полнолуние (которое и символизирует светящийся шар, самый главный страх Люпина) он превращается в чудовище и теряет рассудок; единственный способ для Люпина оставаться в здравом уме — выпить Волчье противоядие, которое варит тот самый Снегг, что в свое время пытался надоумить учеников, как распознать в Люпине оборотня. Из-за своего проклятия Римусу очень не везло с друзьями в школе, и Джеймс, Сириус и Питер составили ему «звериную компанию», втайне ото всех обучившись анимагии. Всех их в школе называли «Мародёрами» за буйный нрав и склонность к шалостям, и именно они придумали волшебную карту замка, доставшуюся Гарри.
Крыса Рона Короста — и есть тот самый Питер Петтигрю, которого разоблачает Блэк; тут же и выясняется, что Карта Мародёров в ту ночь действительно показала Гарри правду, и что кот Гермионы, Живоглот, очень неспроста всё время пытался съесть Питера-Коросту — сообразительный зверь раскрыл анимага с самого начала, и периодически сообщал Сириусу в облике пса ценную информацию о местонахождении Питера. Тут в хижину врывается Снегг, который не верит ни единому слову всех, кто тут присутствует — над ним в своё время жестоко «пошутили» Мародёры, чуть не отдав на съедение Римусу во время пребывания последнего в шкуре оборотня, и только Джеймс спас Снегга (хотя вражда Снегга против Поттера-старшего не прекратилась и на этом). Гарри, Рон и Гермиона в последний момент оглушают Снегга заклятиями. Сириус и Римус хотят избавиться от предателя Петтигрю, но Гарри убеждает их не совершать самосуд, поскольку даже его отец так не поступил бы, и предлагает по-хорошему сдать Петтигрю в Азкабан. Сириус соглашается и в ответ предлагает своему крестнику скорее переехать к нему домой, чтобы Гарри не мучился у опекунов. И хотя крестник соглашается, эти мечты рушатся в мгновение: на дворе восходит полная луна, а Люпин, как назло, не успел принять зелье Снегга, и обращается, теряя рассудок. Петтигрю сбегает под шумок, а в начавшейся драке Сириус, пытающийся отвлечь оборотня от Гарри, Рона и Гермионы, уводит его в лес прочь от друзей и там оказывается окружён дементорами. Гарри и Гермиона пытаются спасти Сириуса, сотворив Патронуса, однако терпят фиаско. Гарри остаётся в живых только благодаря вмешательству кого-то ещё, кто вовремя пришёл и наколдовал мощного Патронуса.
Приходит в себя Гарри уже в больничном крыле, узнав, что Сириус Блэк арестован и ждёт Поцелуя дементора — участи более ужасной, чем смерть, — а Снегг скармливает Министерству магии свою версию событий. На помощь Гарри и Гермионе приходит Дамблдор, который намекает, что можно повторить всё заново и спасти две невинные жизни. Гермиона сразу понимает, о чём говорит Дамблдор, и показывает Гарри волшебный предмет — маховик времени; им она пользовалась весь год, чтобы успевать сразу на несколько занятий. Гермиона использует маховик времени, вместе с Гарри возвращается во времени на три часа назад, и друзья приступают к делу. Таким образом, они убивают сразу двух зайцев: тайком освобождают Клювокрыла (тут и выясняется, что палач, не найдя свою жертву на месте, всего лишь с досады ударил топором по забору, а Хагрид кричал от радости), пока никто не смотрит, добираются на нём к башне, где Сириуса держат в заточении, и Сириус успешно сбегает на Клювокрыле. Попутно Гарри подоспевает к своей же версии из прошлого, окружённой дементорами, и вызывает того самого мощного Патронуса, который принимает вид оленя — животного, в которого превращался отец Гарри.
Хотя невиновных удаётся спасти, Петтигрю успевает сбежать, лишив возможности снять обвинения с Сириуса. Снегг, упустив возможность разобраться с «Мародёрами», со зла проболтался о том, что Люпин — оборотень; по школе начали ползти слухи, и Римус, дабы не попасть под народный гнев, вынужден уйти из школы. Гарри же задумывается о том, что Трелони могла быть права насчёт возвращения Волан-де-Морта, и опасается того, что Петтигрю приложит к этому руки. Перед уходом Люпин возвращает Гарри на память Карту Мародёров и обещает с ним ещё встретиться в будущем. На обратном пути в Хогвартс-экспресс влетает маленькая карликовая сова с письмом от Сириуса, в котором тот заявляет, что уходит «в подполье» с целью безопасности, но сознаётся, что именно он прислал «Молнию» на Рождество, обещает встретиться с Гарри в будущем, а также сообщает о том, что теперь Гарри может свободно посещать Хогсмид. Сову же Сириус просит принять в подарок Рона, раз ручной крысы у того больше нет; предложив коту Живоглоту оценить сову на предмет опасности, Рон не получает от него в ответ агрессии, и потому теперь у Рона наконец-то появляется своя собственная сова.

## Перед выпуском книги
«Узник Азкабана» стал третьей книгой в серии: ранее 26 июня 1997 года вышла «Гарри Поттер и философский камень», а 2 июля 1998 года — «Гарри Поттер и Тайная комната». За день до того, как Джоан Роулинг дописала вторую книгу, она взялась и за третью в серии. Любимым героем Роулинг называет Римуса Люпина, рассказав в 2004 году, что писать третью книгу ей было проще всего благодаря отсутствию финансовых проблем и излишнему влиянию прессы.

### Критика
В газете The New York Times Грегори Магуайр отметил, что в плане сюжета «Узник Азкабана» не выделяется ничем новым, хотя сам сюжет блестящий, а книгу назвали одной из лучших в серии. В ревью для издания KidsReads сказали, что читатели будут с нетерпением ждать и последующих четырёх книг после «Узника Азкабана». Kirkus Reviews не выставлял оценки книге, однако отметил мощную кульминацию, прекрасно представленных главных героев и сюжетную линию, а также лёгкость чтения самой книги. Приветственно о книге высказалась Марта Парравано в The Horn Book Magazine и издание Publishers Weekly, причём последнее отметило умение Роулинг изображать волшебный мир или даже отпускать колкие шутки. Негативно о книге высказался только Энтони Холден, который назвал героев «чёрно-белыми», отметил слишком предсказуемые сюжетные ходы и ощущение сентиментальности на каждой странице.

### Премии
«Узник Азкабана» стал лауреатом премий Booklist 1999 года (Выбор редакторов), премией Брэма Стокера 1999 года (Лучшая работа для юных читателей), премией FCGB детской литературы 1999 года, премией Whitbread 1999 года (Книга года) и премией Locus за лучший фэнтези-роман 2000 года. Также номинирована на премию Хьюго 2000 года за лучший роман (первая номинация), но проиграла «Глубине в небе». В 2004 году выиграла премию Indian Paintbrush и премию Colorado Blue Spruce для молодёжи. В 2000 году названа Американской ассоциацией библиотек лучшей детской книгой 2000 года и одной из лучших книг для молодёжи. Как и две предыдущие книги, «Узник Азкабана» выиграл Золотую медаль Nestlé Smarties среди книг для детей от 9 до 11 лет и попал в число лучших бестселлеров по версии The New York Times. В обоих случаях это была последняя книга из серии, попавшая в список, хотя в последнем случае список New York Times был составлен перед выпуском «Кубка Огня». В 2003 году роман занял 24-е место в списке BBC в рамках проекта «The Big Read».

### Продажи
В первые три дня после выхода было продано свыше 68 тысяч копий, что сделало книгу рекордсменом по скорости продажи в Великобритании. К 2012 году, по оценке The Guardian, было продано 3377906 экземпляров.

## Издания
В твёрдом переплёте книга вышла 8 июля 1999 года в Великобритании и в США 8 сентября. В мягкой обложке книга вышла в Великобритании 1 апреля 2000, в США — 2 октября 2001.
10 июля 2004 года вышло издание в мягкой обложке с другим оформлением обложки, а в октябре 2004 года и в твёрдом переплёте. Специальный выпуск в зелёной рамке с автографом был выпущен 8 июля 1999 года. Юбилейный выпуск в мае 2004 года вышел в синей и фиолетовой рамке. 1 ноября 2010 года по случаю 10-летнего юбилея вышло издание с автографом Роулинг и иллюстрациями Клэр Меллински, а в июле 2013 года — новый вариант для взрослых с обложкой авторства Эндрю Дэвидсона и оформлением Webb & Webb Design Limited (как и издание с иллюстрациями Мелински).
27 августа 2013 года американским издательством Scholastic начался выпуск новых изданий в мягкой обложке к 15-летию серии. Художником обложек стал Кадзу Кибуиси. 3 октября 2017 года вышла иллюстрированная версия (автор Джим Кей) с 115 иллюстрациями.